# Juraj Rukavina
Juraj (Juco) Rukavina (Perušić, 4. veljače 1898. – Zagreb, lipanj 1945.), bio je hrvatski nacionalni revolucionar, vođa Ličkog ustanka (Velebitski ustanak) 1932. godine. Za vrijeme NDH pukovnik Ustaške vojnice. Osuđen na smrt i strijeljan u lipnju 1945. godine.
U literaturi ga ponekad miješaju s Josom Rukavinom, također ustaškim čelnikom, koji je radio u Ustaškoj nadzornoj službi (UNS).

## Životopis

### Časnik i žandar
Gimnaziju je završio u Gospiću, a zatim vojne škole u Austro-Ugarskoj. Formiranjem Države Slovenaca, Hrvata i Srba postaje kapetan (satnik) žandarmerije. Umirovljen je krajem 1920-ih. Služio u Makedoniji. Prema svjedočenju člana VMRO-a Konstantina Cipuševa, koji je s njim bio na robiji, brojna nasilja i nepravde koja su Srbi činili nad makedonskim pučanstvom nagnala su ga da napusti službu i vrati se u Liku. (Jareb, str. 100.) Svjedoci međutim navode i da je zbog te svoje službe kasnije na robiji imao problema s makedonskim nacionalistima. (Abramović, str. 202.)

### Lički ustanak
Ustaškom pokretu pristupio je 1932. godine. Iste godine je najistaknutija osoba Ličkog ustanka. Uhićen i ljeti 1933. osuđen na kaznu smrti, koja mu je preinačena na 12 godina robije.

### Robija: druženje s komunistima
Milovan Đilas upoznao se s Rukavinom i drugim sudionicima Ličkog ustanka na robiji u Lepoglavi. Komunisti i hrvatski i makedonski nacionalisti surađivali su na robiji, pa i prijateljevali. Đilas piše: »Rukavina i ja smo postali pravi prijatelji, što nije bila iznimka. Drugi komunisti sprijateljili su se s "nacionalistima" i takva prijateljstva često su preživjela zatvorske godine.« Rukavini je obranu za sud sastavio profesor Sima Marković, jedan od prvih sekretara Komunističke partije Jugoslavije.
Godine 1934. osnovana je u Lepoglavi Zajednica političkih osuđenika: hrvatskih nacionalnih revolucionara, makedonskih nacionalnih revolucionara i komunista. Godine 1935. Zajednica je usvojila Rezoluciju, koju su potpisali Juco Rukavina, Moša Pijade i jedan predstavnik makedonskih nacionalnih revolucionara, u kojoj se ističe zajednička borba ugnjetenih naroda (osobito hrvatskog), radništva i seljaštva za obaranje šestojanuarskog fašističkog režima.
Šime Balen, koji je i sam došao na robiju kao hrvatski nacionalist a kasnije se pridružio komunistima, piše: »Zbog onih koji će se iznenaditi nad činjenicom, da je budući zloglasni ustaški pukovnik Juco Rukavina mogao biti član rukovodstva takve Zajednice, moram kazati, da je Juco bio vrlo lakomislen, nestabilan čovjek koji je lako padao pod utjecaj drugih ljudi, pa je kao takav olako mijenjao mišljenja i raspoloženja. Došavši na robiju kao jedan od najistaknutijih ljudi iz tvz. ličkog ustanka (koji ustvari nije bio nikakav ustanak nego neuspjela talijansko-ustaška improvizacija!), Juco je isprva istupao kao frankovac, pa čak i kao ustaša, ali kasnije, po dolasku u Lepoglavu, u susretima s komunistima, pada pod njihov utjecaj i prihvaća antifašističke poglede. Po povratku u Mitrovicu, dolazi u uži dodir s čvrstom frankovačkom jezgrom, koju su predstavljali Stipe Javor, Štef Crnički, Cerovski i dr., pa se pod njihovim utjecajem vraća na staru, frankovačku iluziju.« (Balen, str. 211. – 212.)
Godine 1939. bio je pomilovan i pušten iz zatvora, ali već početkom iduće godine ponovo je zatvoren u Lepoglavi, a zatim interniran u Krušćici, gdje ostaje do Travanjskog rata 1941. g.

### Zapovjednik Ustaške vojnice
U rasulu nastalom nakon napada sila osovine na Jugoslaviju, grupa interniraca među kojima je i Rukavina razoružavaju stražare i proglašavaju uspostavu nove vlasti u Perušiću.
Poglavnik Ante Pavelić imenovao ga je zapovjednikom Ustaške vojnice 16. travnja 1941.; od lipnja 1941. ima čin pukovnika. Vodio je akcije u Lici, u kojima su provedene masovne likvidacije Srba.
Međutim, zadržao je određenu solidarnost sa svojim starim drugovima s robije. Andrija Hebrang svjedoči da, djelujući 1941. u Zagrebu kao ilegalac, naletio na ulici na Rukavinu, koji ga nije prijavio policiji. Milovan Đilas piše u svojim memoarima da to nije bio jedini takav slučaj da su neki ustaše, usprkos inače nemilosrdnoj borbi protiv komunista, pokazali solidarnost prema nekadašnjim drugovima s robije.
U sljedećim godinama obavlja razne dužnosti u Ustaškoj vojnici, djelujući na području Like, Sjeverne Dalmacije i Zapadne Bosne, gdje se vode borbe s partizanima, a prisutne su i snažne četničke snage pod zaštitom Talijana i kasnije Nijemaca.

### Zarobljen i osuđen na smrt
Nakon pada NDH zarobili su ga Englezi kod Bleiburga i već 17. svibnja 1945., s grupom drugih ustaških čelnika, predali komunističkim vlastima Demokratske federativne Jugoslavije. Na suđenju pred vojnim sudom II. armijske oblasti, koje je trajalo samo jedan dan i bez ijednog saslušanog svjedoka, prijeki je sud devetoricu iz te grupe, među kojima je bio i Rukavina, osudio na smrt i kazna je izvršena strijeljanem. (U toj grupi bili su i predsjednik vlade NDH Nikola Mandić, ministar Mile Budak i dr.)
»Prije izvršenja smrtne kazne posjetio ga je Andrija Hebrang (…) i razgovarali su "robijaški". Rukavina je kazao da se ne žali na sudbinu, ali moli da mu zaštite porodicu kao nevinu. Hebrang mu je to obećao i, kasnije, obećanje izvršio. Nije bilo ni riječi o ublažavanju kazne. Rukavina je bio posve svjestan svojih zlodjela.« (Ivanković, str. 118.)

## Odgovornost za zločine
Juraj Juco Rukavina, kao ustaški dužnosnik, bio je jedan od inicijatora pokolja nad 340 Srba iz Gline i okolice, koji je izvršen 11. i 12. svibnja 1941. u selu Prekopa. Zajedno s Mirkom Jerecom i Nikolom Vidakovićem, snosi odgovornost za organizaciju ovog masovnog zločina.